# Хризостом (Папатанасиу)
Митрополи́т Хризосто́м (греч. Μητροπολίτης Χρυσόστομος в миру Хри́стос Папатанаси́у греч. Χρήστος Παπαθανασίου; род. 10 февраля 1950, Айия-Параскеви) — епископ Элладской православной церкви, митрополит Маниский (с 2018).

## Биография
Родился 10 февраля 1950 года в Айия-Параскеви.
Обучался сначала на юридическом факультете, а позднее в богословском институте Афинского университета. После этого стажировался в Сорбонне и Женевском университете.
20 февраля 2000 года хиротонисан во диакона, а 28 мая 2000 года архиепископом Афинским Христодулом — в сан пресвитера и возведён в достоинство архимандрита. Служил рядовым священником Благовещенского кафедрального собора в Афинах, а также преподавал в школе.
21 мая 2010 года архиепископом Афинским Иеронимом был назначен заведующим канцелярией Афинской архиепископии.
7 февраля 2018 года Священным синодом Элладской православной церкви был избран для рукоположения в сан епископа.
10 февраля 2018 года в Афинах хиротонисан во епископский сан. Хиротонию возглавил архиепископ Афинский Иероним.
28 марта 2018 года в соборе Святого Георгия в Йитионе состоялась его интронизация.